# Бевацизумаб
Бевацизумаб (лат. Bevacizumabum) — синтетичний препарат, який є генно-інженерним моноклональним антитілом до фактора росту ендотелію судин VEGF-A, яке не потребує зв'язування із рецептором до VEGF. Бевацизумаб застосовується переважно внутрішньовенно, при макулодистрофії та інших очних захворюваннях застосовується також у вигляді внутрішньоочних ін'єкцій. Бевацизумаб уперше створений у США в лабораторії компанії «Genentech», та застосовується у клінічній практиці з 2004 року.

## Фармакологічні властивості
Бевацизумаб — синтетичний лікарський препарат, який є генно-інженерним рекомбінантним гуманізованим (від миші) моноклональним антитілом до фактора росту ендотелію судин VEGF-A. Механізм дії препарату полягає у зв'язуванні із фактором росту ендотелію судин, що призводить до блокування зв'язування з його рецептором. Наслідком цього є пригнічення васкуляризації ділянок із високою швидкістю росту тканин, що призводить до інгібування росту тканин. Оскільки швидкий ріст характерний для тканин злоякісних пухлин, то бевацизумаб у першу чергу пригнічує васкуляризацію пухлини та ріст пухлинних клітин, а також пригнічує метастазування пухлин. Бевацизумаб застосовується при метастатичному колоректальному раку, метастатичному раку легень, метастатичному раку молочної залози, раку нирки, раку яєчника, гліобластомі та раку шийки матки, переважно у складі комбінованої терапії з іринотеканом, карбоплатином, етопозидом, циклофосфамідом, паклітакселом, цитарабіном, темозоломідом, топотеканом, гемцитабіном, тенопозидом та інтерфероном альфа-2а. Бевацизумаб, згідно з результатами клінічних досліджень, підвищує ефективність комбінованого лікування та збільшує середню тривалість життя хворих, хоча із частими, проте переважно не важкими побічними ефектами. Найхарактернішим побічним ефектом бевацизумаба, хоча й нечастим, стали перфорації порожнистих органів шлунково-кишкового тракту. Проте застосування бевацизумаба з іншим протипухлинним моноклональним антитілом — цетуксимабом — збільшувала кількість побічних ефектів та зменшувала тривалість життя хворих. Бевацизумаб також може застосовуватися при очних захворюваннях — макулодистрофії, діабетичній ретинопатії, ретинопатії недоношених.

### Фармакокінетика
Бевацизумаб повільно розподіляється в організмі після ін'єкції. Біодоступність препарату після внутрішньовенного застосування біодоступність становить 100 %. Згідно із клінічними дослідженнями, бевацизумаб метаболізується у ретикулоендотеліальній системі до амінокислот та пептидів. Шляхи виведення бевацизумабу з організму достеменно не встановлені. Період напіввиведення препарату з організму становить у середньому 18—20 діб (18 діб у жінок та 20 діб у чоловіків) (згідно частини джерел цей час може становити до 50 діб) і цей час не змінюється при печінковій та нирковій недостатності.

## Показання до застосування
Бевацизумаб застосовують у складі комбінованої терапії при метастатичному колоректальному раку, метастатичному недрібноклітинному раку легень, розповсюдженому раку яєчника, раку очеревини, раку нирки та раку шийки матки.

## Побічна дія
Застосування бевацизумабу супроводжується значною кількістю побічних ефектів. Дуже часто (до 86 % випадків застосування) спостерігаються токсичні ефекти на інфузійне введення препарату: нейтропенія, болі в кістках та м'язах, алопеція, нейропатія, артеріальна гіпертензія, гарячка, збільшення активності амінотрансфераз і лужної фосфатази в крові, блювання, кашель, задишка, вимипання на шкірі, набряки. Найважчими побічними ефектами є випадки легеневої тромбоемболії, які, щоправда, спостерігаються нечасто. Іншими характерними побічними ефектами є кровотечі та утворення гастроінтестинальних нориць. Дуже характерним побічним ефектом бевацизумаба, хоча й нечастим, стали перфорації порожнистих органів шлунково-кишкового тракту. Також для бевацизумабу характерні інші побічні ефекти:
- З боку шкірних покривів — часто погіршення загоєння рани, сухість шкіри, зміна кольору шкіри, синдром Лаєлла, синдром долонно-підошовної еритродизестезії.
- З боку травної системи — дуже часто стоматит, запор або діарея, нудота, біль у животі, кишкова непрохідність, виразки травного тракту.
- З боку нервової системи — часто головний біль, дизартрія, порушення смаку, сонливість, втрати свідомості, синдром зворотної задньої енцефалопатії, підвищена сльозотеча.
- З боку дихальної системи — часто риніт, задишка, носова кровотеча, рідше легенева гіпертензія, перфорація носової перегородки.
- З боку серцево-судинної системи — часто тромбоз глибоких вен, надшлуночкова тахікардія, поява застійної серцевої недостатності.
- З боку сечостатевої системи — протеїнурія, ниркова тромботична мікроангіопатія, пригнічення функції яєчників.
- Інфекційні ускладнення — сепсис, абсцеси та інші інфекції підшкірної клітковини, інфекції сечовидільних шляхів, некротичний фасціїт.
- Зміни в лабораторних аналізах — лейкопенія, тромбоцитопенія, анемія, лімфопенія..

## Протипоказання
Бевацизумаб протипоказаний при застосуванні при підвищеній чутливості до препарату або до інших моноклональних антитіл, в дитячому віці, при вагітності та годуванні грудьми.

## Форми випуску
Бевацизумаб випускається у вигляді концентрату розчину для інфузій у флаконах із вмістом діючої речовини 25 мг/мл по 4 та 16 мл.